# Campanhas de Maurício nos Balcãs
As campanhas balcânicas do imperador Maurício foram uma série de expedições militares conduzidas pelo imperador bizantino Maurício (r. 582–602) para defender as províncias balcânicas do Império Bizantino dos avares e esclavenos.
Maurício foi o único imperador bizantino, com exceção de Anastácio I Dicoro, que fez o que pôde para implementar suas políticas nos Bálcãs durante a Antiguidade Tardia, dando atenção adequada à segurança da fronteira norte contra as invasões bárbaras. Durante a segunda metade de seu reinado, estas campanhas foram a principal iniciativa de sua política externa, pois um tratado de paz favorável com o Império Sassânida havia sido assinada em 591, permitindo-lhe que movimentasse suas tropas mais experientes do front persa para a região. Esta mudança logo trouxe resultados: os frequentes fracassos bizantinos pré-591 foram seguidos por uma sequência de vitórias daí em diante.
Embora seja amplamente aceito que estas companhas tenham sido apenas uma medida simbólica e que o jugo bizantino na região tenha terminado imediatamente após a deposição de Maurício em 602, o imperador de fato vinha tendo sucesso em impedir a entrada dos esclavenos na região dos Bálcãs, quase conseguindo preservar a ordem vigente ali. Seus sucessos só foram revertidos mais de dez anos depois de sua queda. Em retrospecto, estas campanhas foram as últimas numa série de campanhas romanas clássicas contra os bárbaros do Reno e do Danúbio e atrasaram a chegada dos esclavenos nos Bálcãs por mais de duas décadas.

## Península Balcânica antes de 582
Na época da ascensão de Maurício, as principais omissões de seus antecessores se encontravam na região dos Bálcãs. Justiniano I negligenciou as defesas contra os esclavenos, que ameaçavam a fronteira de 500 e saqueavam a região desde então. Mesmo tendo reconstruído as fortificações do limes do Danúbio, ele descartou campanhas contra os esclavenos em favor de outras nos teatros de guerra oriental e ocidental. Seu sobrinho e sucessor Justino II lançou os avares contra os gépidas e, posteriormente, contra os esclavenos. Mas esta política permitiu apenas que o Grão-Canato Avar se tornasse uma ameaça ainda mais poderosa que os gépidas ou os esclavenos: conforme Justino II permitia que os avares atacassem os esclavenos em território bizantino, os invasores logo perceberam onde estavam as melhores oportunidades de saque. Para piorar a situação, Justino II iniciou a Guerra bizantino-sassânida de 572-591, que prendeu suas forças no oriente justamente quando elas seriam mais necessárias nos Bálcãs. O predecessor de Maurício e seu sogro, Tibério II, esvaziou o tesouro imperial. Por tudo isso, as incursões eslavas nos Bálcãs seguiam com pouca resistência.
Uns poucos meses antes da ascensão de Maurício no inverno de 581-582, o grão-cã avar Beano I, apoiado por tropas auxiliares eslavas, tomou Sirmio, um grande assentamento fortificado ao sul do Danúbio Ao fazê-lo, Beano criou uma nova base de operações dentro do território bizantino a partir da qual poderia lançar raides para qualquer ponto da península. Os avares só foram compelidos a deixar o território bizantino quando receberam 80 000 soldos anualmente, Os esclavenos, parcialmente sob controle avar, não estavam limitados pelo tratado e continuaram a pilhar a região ao sul do Danúbio, o que fazia deles uma ameaça de natureza diferente dos avares.

## 582-591: incursões avares e eslavas

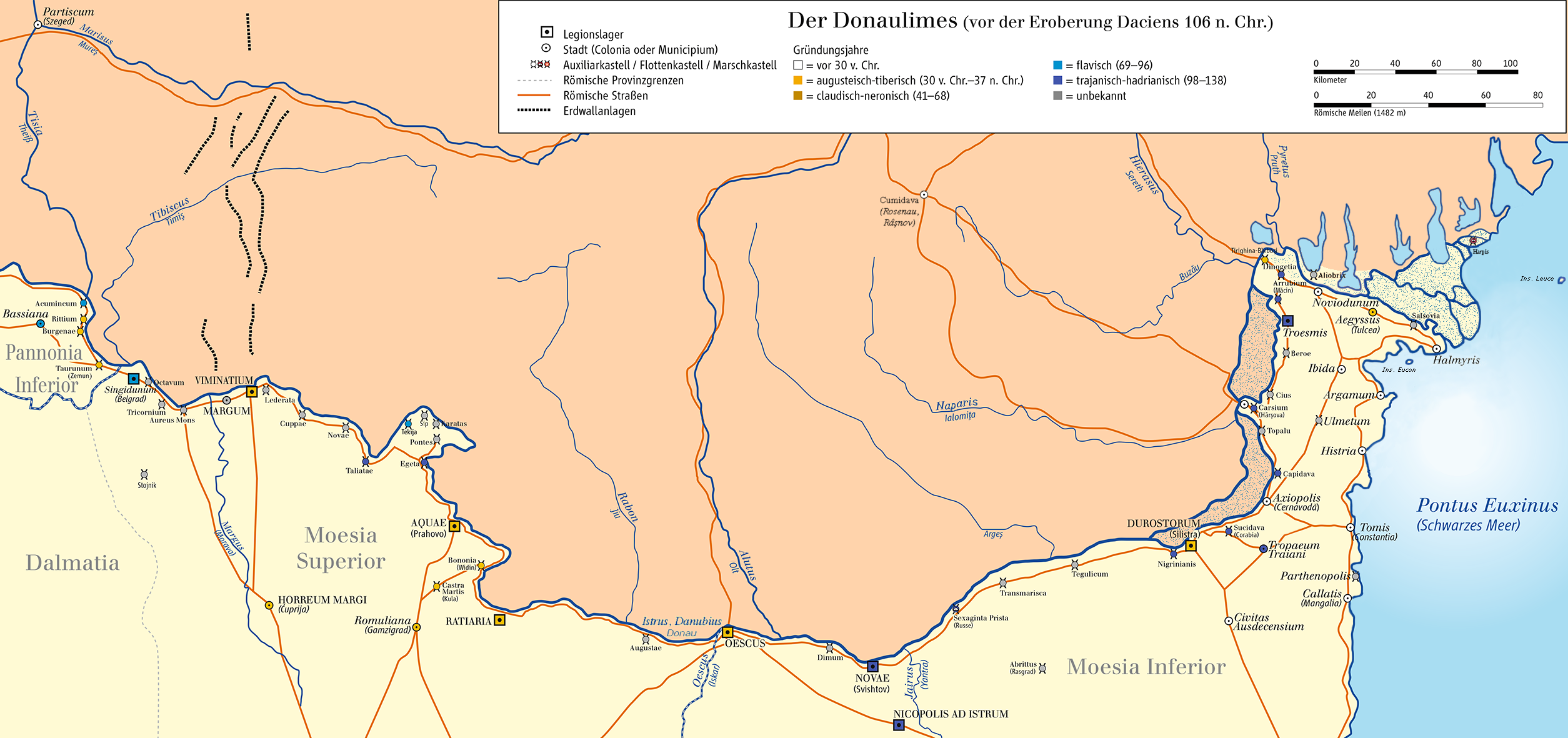
Mapa da fronteira da Mésia, a fronteira do Danúbio na Mésia. Viminácio está à esquerda (em amarelo), próxima de Singiduno (em azul)

Em 583, os avares exigiram que o tributo fosse aumentado para 100 000 soldos, oque levou Maurício a encerrar de vez o pagamento, concluindo que concessões adicionais terminariam provocando novas demandas. As invasões avares reiniciaram no mesmo ano, com a captura de Singiduno após uma feroz resistência. Os avares rapidamente avançaram para o leste e tomaram Viminácio e Augusta, chegando até Anquíalo a sudeste em apenas três meses. Uma embaixada bizantina se encontrou com os avares perto dali, mas as negociações não deram em nada depois que o grão-cã ameaçou novas conquistas, o que provocou uma resposta furiosa de Comencíolo, um dos embaixadores bizantinos. Ainda assim, Maurício firmou uma paz no ano seguinte ao concordar pagar a demanda inicial avares de 100 000 soldos. Porém, os esclavenos, que não estavam limitados pelo tratado, começaram a avançar mais para o sul para atacar a Diocese da Macedônia e a região da Grécia, como se evidencia pela grande quantidade de tesouros de moedas encontrados na região, particularmente na Ática, perto de Atenas, e no Peloponeso.
Como as forças de Maurício estavam ocupadas com a guerra contra os persas iniciada por Justino II, ele só conseguiu juntar uma pequena força para enfrentar os avares e os esclavenos. Seus esforços foram atrapalhados pelo fato de a campanha nos Bálcãs ser de natureza puramente defensiva. Ao contrário do teatro de operações persa, a guerra na península oferecia poucas possibilidades para um soldado incrementar seu pagamento com pilhagens e saques, tornando-a pouco atrativa. As tropas pouco motivadas de Maurício encontraram dificuldades de vencer mesmo pequenos encontros locais. Uma exceção, a vitória obtida por Comencíolo em Adrianópolis (584-585), desviou a invasão eslava de volta para a Grécia. A evidente destruição da maior parte da antiga Atenas provavelmente seu deu nesta época.
A situação nos Bálcãs se deteriorou de tal forma que, em 585, o xá Hormisda IV, tinha reais esperanças de conseguir negociar um tratado de paz que deixasse a Armênia sob seu controle. Maurício rejeitou a oferta e conseguiu negociar termos muito mais favoráveis em 591 após algumas vitórias importantes no campo de batalha. Pelo menos por enquanto, porém, ele teve que suportar as incursões avares e eslavas e só podia torcer para que as forças de Singiduno pudessem detê-las por apresentar uma ameaça constante ao território avar do outro lado do Danúbio. A presença bizantina na cidade era forte o suficiente para forçar sucessivas interrupções dos raides avares, que voltavam para proteger suas terras. Porém, ela não conseguia evitar que as incursões acontecessem. Assim, os avares conseguiram destruir as cidades fortificadas de Raciária e Esco no Danúbio e cercaram Tessalônica em 586 acompanhados por raides esclavenos que chegaram até o Peloponeso. Sob a liderança de Comencíolo, o exército bizantino, em desvantagem numérica, evitava qualquer confronto direto e se restringia a táticas de guerrilha, como emboscadas e ataques noturnos - operações que eram recomendadas pelo Estratégico de Maurício. Em 586 e 587, Comencíolo conseguiu diversas vitórias contra os esclavenos no baixo Danúbio e quase conseguiu capturar o grão-cã Beano por duas vezes. Em Tômis, às margens do Mar Negro, ele escapou pela costa repleta de lagoas enquanto que uma emboscada nas encostas ao sul da cordilheira dos Bálcãs só fracassou por um erro de comunicação entre os bizantinos:
| “ | ...um animal de carga havia derrubado sua carga enquanto seu mestre marchava à sua frente. Os que vinham atrás viram o animal arrastando a carga atrás dele e gritaram para o que o mestre voltasse e arrumasse a carga. Bem, este evento foi a causa de uma grande agitação no exército e provocou uma confusão na retaguarda, pois o grito era conhecido da multidão: as mesmas palavras eram também um sinal que, parece, significava "corram", como se os inimigos houvessem aparecido nas proximidades muito mais rapidamente do que se poderia imaginar. Houve uma grande confusão entre as forças e muito barulho; todos estavam gritando alto e incitando uns aos outros para que voltassem, chamando com grande apreensão na língua da terra "torna, torna, fratre", como se a batalha tivesse se iniciado de repente no meio da noite". | ” |

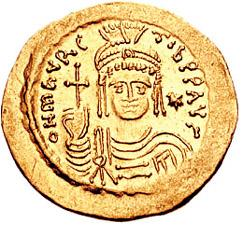
Soldo do imperador Maurício r.

No ano seguinte, Prisco assumiu o controle do exército. Sua primeira campanha na Trácia e na Mésia foi um fiasco, chegando a ponto de encorajar os avares a avançar até o mar de Mármara. Porém, conforme as pontes avares sobre o rio Sava perto de Sirmio se deterioravam, a pressão diminuiu.
Mesmo assim, Maurício fez o que pôde para reforçar suas tropas nos Bálcãs conforme as pilhagens continuavam. Ele esperava conseguir mais dinheiro cortando o salário das tropas em um quarto, mas o anúncio da medida provocou um motim no front persa em 588, o que, por sua vez, forçou o imperador a abandonar a ideia. Como consequência, Maurício continuou com poucos recursos nos Bálcãs, ao longo dos três anos seguintes.

## Campanhas de 591 a 595
No final do verão de 591, Maurício firmou a paz com o xá Cosroes II (r. 590–628), que cedeu a Armênia para os bizantinos. Finalmente, os veteranos das guerras persas estava à disposição do imperador, assim como todo o potencial de recrutamento da Armênia. A decrescente pressão persa e avar permitiu que os bizantinos se concentrassem nos esclavenos entre 590 e 591. Maurício já havia visitado Anquíalo e outras cidades na Trácia pessoalmente em 590 para supervisionar a reconstrução e aumentar o moral de suas tropas e da população local. Após a paz com a Pérsia, ele acelerou seus planos deslocando tropas para os Bálcãs.
Em 592, seu exército retomou Singiduno, que, contudo, seria novamente perdida para os avares. Unidades bizantinas menores se envolveram em ações policiais contra saqueadores esclavenos na Mésia e restabeleceram as linhas de comunicação entre as cidades da região. Maurício queria também restabelecer a poderosa linha defensiva ao longo do Danúbio como Anastácio I Dicoro já havia feito um século antes, a fronteira da Mésia. Além disso, ele pretendia manter os avares e os esclavenos fora da península contra-atacando suas terras, o que tinha a vantagem adicional de permitir que suas tropas aumentassem seus ganhos pilhando em território inimigo, tornando a campanha como um todo mais atrativa.
O general de Maurício, Prisco, começou a campanha contra os esclavenos que atravessavam o Danúbio na primavera de 593. Ele os derrotou diversas vezes antes que conseguissem cruzar de volta e pudessem arrastar o combate para os campos e florestas pouco conhecidas da região que hoje é a Grande Valáquia até o outono. Então, ele desobedeceu uma ordem de Maurício de passar o inverno na margem norte do Danúbio, nos pântanos congelados e florestas desfolhadas da região e, ao invés disso, se retirou com as tropas para Odesso (Varna). A ausência do exército na região incitou uma nova incursão eslava em 593-594 na Mésia e na Macedônia durante as quais as cidades de Aquis, Escupos e Zaldapa, em Dobruja, foram destruídas.
Em 594, Maurício demitiu Prisco e o substituiu por seu inexperiente irmão, Pedro. Apesar de um fracasso inicial, Pedro conseguiu defender suas posições, derrotando os esclavenos (Prisco fala de "búlgaros") em Marcianópolis e patrulhando o Danúbio entre Nova e o Mar Negro. No final de agosto, ele cruzou o Danúbio perto de Securisca, a oeste de Nova, e foi combatendo até chegar ao rio Helibácia, o que efetivamente destruiu os preparativos esclavenos para uma nova campanha.
Esta vitória permitiu que Prisco, que havia sido encarregado do comando de outro exército mais acima no Danúbio, evitasse um cerco avar a Singiduno em 595 através de uma ação combinada com a frota bizantina no Danúbio. O recuo dos avares, que abandonaram seus planos de destruir a cidade e deportar seus habitantes - algo bem diferente da conquista de 584 - , demonstra o quanto lhes faltava confiança e o quanto temiam a ameaça desta fortaleza.
Depois disso, os avares se voltaram para a Dalmácia, onde saquearam diversas fortalezas e evitaram um confronto direto com Prisco. Os comandantes bizantinos jamais se preocuparam em demasiado com incursões bárbaras nesta remota e empobrecida província e, por isso, Prisco teve que agir com cuidado para não negligenciar as defesas do Danúbio numa tentativa de enfrentar a invasão. Ele enviou uma pequena força que, contudo, conseguiu frear a invasão avar e chegou mesmo a recuperar uma parte do saque.

## 596-597: interlúdio
Após este raide avar de relativo sucesso na Dalmácia, houve apenas umas poucas ações ofensivas nos Bálcãs, durante cerca de um ano e meio. Desencorajados pela falta de sucesso, os avares encontraram maiores perspectivas de pilhagens no ocidente e, por isso, passaram a atacar os francos em 596. Enquanto isso, os bizantinos utilizaram Marcianópolis, perto de Odesso, como base de operações no baixo Danúbio contra os esclavenos, em vez de se aproveitar da ausência avar. Nenhum raide eslavo importante ocorreu no período.

## 597-602: retomada das campanhas

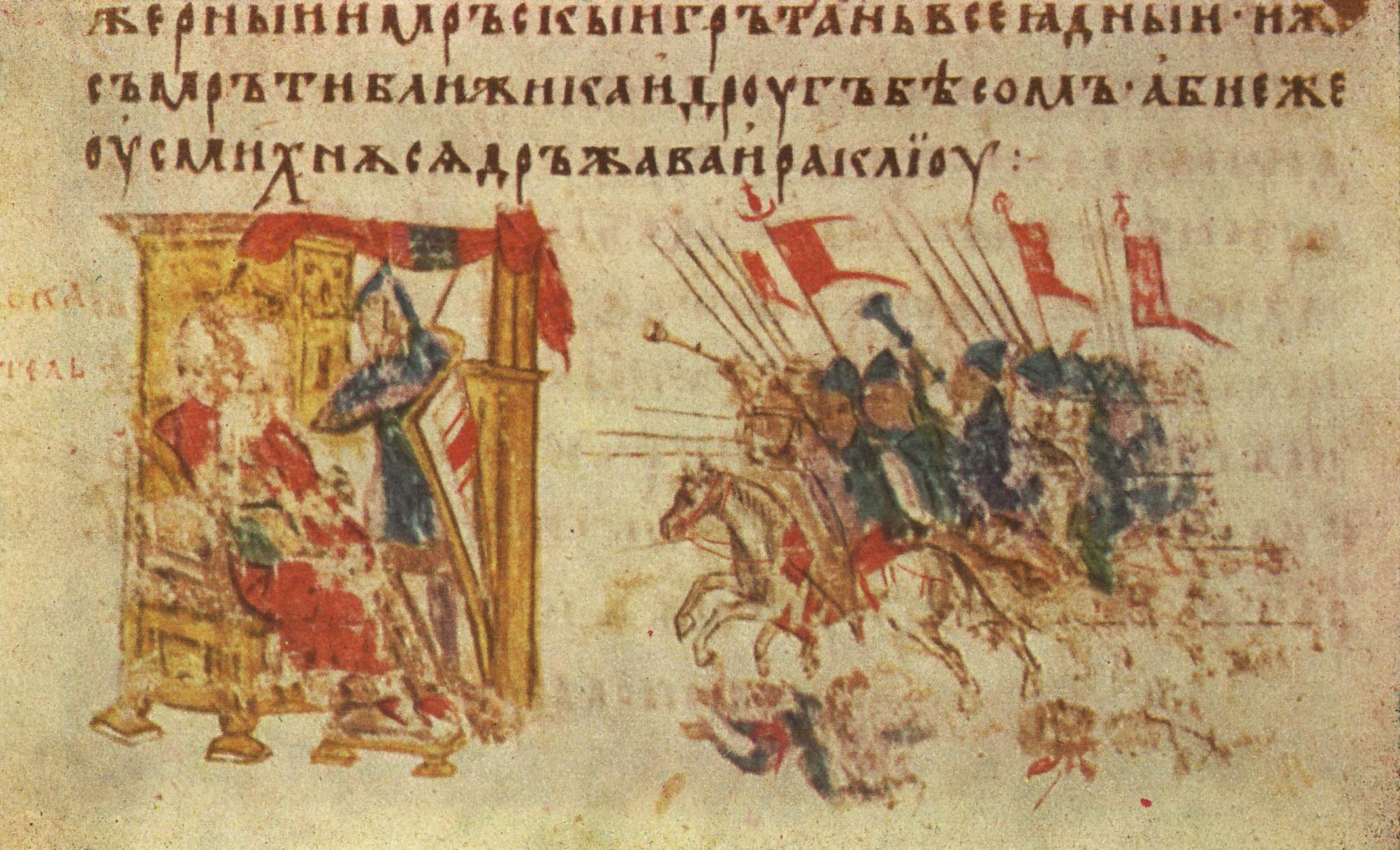
Ataque das forças de Heráclio contra o usurpador Focas.
Iluminura da "Crônica" de Constantino Manasses.

Reforçados pelos saques aos francos, os avares retomaram as campanhas no Danúbio no outono de 597 pegando os bizantinos de surpresa, chegando a cercar o exército de Prisco em Tômis. Em 30 de março de 598, porém, eles abandonaram o cerco, pois Comencíolo havia iniciado uma campanha com um inexperiente exército através dos montes Hemo e estava marchando ao longo do Danúbio em direção a Zicidiba, perto da atual Medgidia, a apenas 30 quilômetros da região. Por razões desconhecidas, Prisco não perseguiu os avares para ajudar Comencíolo, que foi forçado a recuar para Iatro e, ainda assim, não conseguiu evitar que suas tropas fossem derrotadas e tivessem que lutar para conseguir atravessar o Hemo em direção ao sul. Os avares se aproveitaram da vitória e avançaram para Drizípara, perto de Arcadiópolis, entre Adrianópolis e Constantinopla, onde uma grade parte de seu exército e sete filhos do grão-cã foram mortos por uma peste. Comencíolo foi destituído de seu comando temporariamente e substituído por Filípico ao mesmo tempo que Maurício convocou as facções do circo e seus próprios guarda-costas para defender a longa muralha a leste da capital. Por um tempo, Maurício conseguiu subornar os avares e, no mesmo ano, um tratado de paz foi firmado com Beano I explicitamente permitindo expedições bizantinas na Valáquia. Os bizantinos utilizaram o resto do ano para reorganizar suas forças e avaliar as causas de tamanho fracasso.
Então os bizantinos violaram os termos do tratado: Prisco marchou para a região à volta de Singiduno e passou o inverno ali em 598-599. Em 599, os exércitos de Prisco e Comencíolo se mudaram para um lugar mais abaixo no Danúbio, próximo a Viminácio, e cruzaram o rio ali. Na margem norte, eles derrotaram os avares, assassinando pelo menos quatro filhos do grão-cã e na primeira vitória bizantina em território avar. Prisco depois avançou ainda mais e devastou uma grande faixa de terras a leste de Tísia, uma ação muito similar às realizadas pelos avares e esclavenos nos Bálcãs. Diversas tribos  avares e seus súditos gépidas foram particularmente afetados e sofreram pesadas baixas, e duas outras batalhas nas margens do Danúbio, perto de Tísia, aumentaram ainda mais essas perdas.
Além disso, o exarca de Ravena, Calínico, conseguiu repelir com sucesso os ataques esclavenos na Ístria em 599. No outono do mesmo ano, Comencíolo reabriu as Porta de Trajano, perto da atual Ichtiman, um passo de montanha que não havia sido utilizado pelos bizantinos por décadas. Em 601, Pedro avançou para Tísia e conseguiu manter as cataratas do Danúbio livres de avares, o que foi muito importante para a frota bizantina no Danúbio em sua missão de manter o acesso livre às cidades de Sirmio e Singiduno. Em 602, Pedro derrotou novamente os esclavenos na Valáquia, enquanto o Grão-Canato Avar enfrentava os antas e estava à beira de um colapso por conta de um motim das suas diversas tribos. Uma delas chegou a ponto de desertar para o lado bizantino. Por um tempo, os bizantinos conseguiram recriar a fronteira no Danúbio e estabeleceram uma posição defensiva avançada firme nos territórios inimigos da Valáquia e da Panônia. Porém, quando Maurício ordenou que o exército passasse o inverno de 602-603 na margem norte do Danúbio - com o objetivo de consolidar suas vitórias e poupar dinheiro -, suas tropas se rebelaram, como já haviam feito em 593. Enquanto na primeira ocasião Prisco teve iniciativa e, sabendo o resultado, desobedeceu o imperador, Pedro não ousou fazê-lo. Ele rapidamente perdeu o controle sobre seu exército, que marchou direto para Constantinopla e derrubou o imperador Maurício, o primeiro golpe de estado de sucesso no Império Bizantino.

## Península balcânica após 602

Fronteira bizantino-sassânida na Antiguidade Tardia, mostrando inclusive a região da Armênia

Maurício havia pacificado as fronteiras balcânicas, um feito que não ocorria desde os tempos de Anastácio I Dicoro, mantendo avares e esclavenos em xeque. As províncias estavam num estágio de potencial recuperação completa; a reconstrução e o reassentamento estavam em curso e eram a chave para re-estabelecer o controle bizantino novamente. Maurício havia planejado assentar na região camponeses armênios que pudessem ser alistados numa milícia quando necessário e também romanizar os camponeses esclavenos que já estavam ali. Após sua queda, porém, estes planos desandaram assim como as campanhas que certamente levariam à destruição ou submissão do Grão-Canato Avar. O novo imperador bizantino, Focas (r. 602–610), seria forçado a lutar contra os persas uma vez mais: os sassânidas ocuparam a Armênia logo no primeiro estágio da guerra. Assim, Focas não foi capaz de continuar suas campanhas na mesma escala de antes e nem conseguiu assentar nenhum armênio nos Bálcãs.
Todos estes fatores levariam ao declínio do controle bizantino na região dos Bálcãs, o que marcou o fim da Antiguidade Tardia na região.

### 602–612/615: Campanhas de Focas nos Bálcãs? - silêncio antes da tempestade
A opinião generalizada de que o controle bizantino nos Bálcãs desmoronou imediatamente após a ascensão de Focas vai contra todas as evidências.
Focas na realidade continuou as campanhas numa escala desconhecida (embora, muito provavelmente, com muito menos rigor e disciplina) e provavelmente transferiu forças para o front persa após 605. Mas mesmo após esta data, é improvável que ele tenha retirado todas as forças nos Bálcãs por conta de sua ascendência trácia. Não há evidências arqueológicas, como tesouros de moedas ou vestígios de destruição, que comprovem incursões eslavas ou avares e, muito menos, o total colapso do controle bizantino. Ao contrário, sabe-se que refugiados da Dardânia, Dácia e Panônia procuraram proteção em Tessalônica apenas durante o reinado de seu sucessor, Heráclio (r. 610–641). É possível até que uma moderada recuperação tenha ocorrido durante o reinado de Focas. É evidente que muitas fortalezas foram reconstruídas no final da época de Maurício ou sob Focas. Porém, foi a inação de Focas, mais ou menos impostas pela situação que se deteriorava rapidamente no front persa, que abriu caminho para as enormes invasões ocorridas na primeira década de Heráclio e para o eventual colapso do controle bizantino sobre os Bálcãs.

### 612-624:os grandes raides avares e esclavenos
É muito provável que Heráclio tenha retirado todas as forças bizantinas dos Bálcãs. A guerra civil contra Focas levou a uma deterioração do front persa de forma nunca vista antes, o que, somado ao sucesso das campanhas avares contra os lombardos em Friul em 610 e contra os francos em 611 encorajaram os avares e seus súditos esclavenos a reiniciarem suas incursões em algum momento depois de 612. No mais tardar, a queda de Jerusalém em 614 foi o evento chave que mostrou a incapacidade de reação dos bizantinos. O fato é que as crônicas do período relatam o reinício massivo das pilhagens e cidades como Justiniana Prima e Salona sucumbiram. Não se sabe ao certo em que momento cada região caiu frente às tribos eslavas, mas alguns fatos se destacam: a destruição de Nova após 613, a conquista de Naísso e Sérdica e a destruição de Justiniana Prima em 615, os três cercos de Tessalônica (604?, 615 e 617), a batalha de Heracleia às margens do mar de Mármara em 619, os raides esclavenos a Creta em 623 e cerco de Constantinopla em 626. A partir de 620, as evidências arqueológicas corroboram também o assentamento eslavo nas devastadas províncias balcânicas

### Declínio lento dos Bálcãs após 626

Búlgaros, avares e esclavenos na península Balcânica no final do século VI e início do VII.

Algumas cidades sobreviveram às incursões avares e eslavas e conseguiram manter a comunicação com Constantinopla por mar e rios. As crônicas mencionam um comandante de Singiduno no meio do reinado de Heráclio. Além disso, em muitos dos tributários do Danúbio, assentamentos bizantinos sobreviveram, como por exemplo na região de Tarnovo, no rio Yantra, que chegou a ter uma igreja construída no século VII. Heráclio se utilizou do breve período entre o fim da guerra contra a Pérsia em 628 e o início dos ataques árabes em 634 para tentar re-estabelecer alguma forma de autoridade na região. Uma evidência clara foi a construção da fortaleza de Nicópolis em 629. Heráclio também permitiu que os sérvios se assentassem nos Bálcãs como federados contra os avares e os croatas, na Dalmácia e na Panônia Inferior; os croatas empurraram a fronteira até Sava em 630. Tendo que lutar para se defender dos árabes no oriente, porém, ele não conseguiu finalizar seu projeto. O governo bizantino nas zonas rurais dos Bálcãs se limitava às áreas afetadas pelas curtas campanhas de verão. As cidades dos Bálcãs, tradicionalmente grandes centros da civilização romana, se degeneraram das populosas, ricas e autossuficientes pólis da Antiguidade para limitados e fortificados castros medievais. Incapazes de florescer novamente, elas foram incapazes de formar um núcleo cultural e econômico sobre o qual se sustentava o controle bizantino. Sua população foi, por conseguinte, assimilada pelos colonos esclavenos. Mesmo assim, algumas cidades ao longo do Danúbio mantiveram alguns traços romanos até a invasão dos proto-búlgaros em 679 e permaneceram sob controle bizantino até esta data. O fato de os novos invasores se utilizarem de uma foram alterada de grego como língua administrativa demonstra que uma população bizantina e algumas estruturas administrativas ainda existiam ali mesmo depois de 679. Na Dalmácia, idiomas românicos (dálmata) perduraram até o final do século XIX, enquanto que na Macedônia, os ancestrais dos modernos aromanianos sobreviveram como nômades. Um tema disputado até hoje é a origem dos romenos. De acordo com Robert Roesler, os ancestrais dos atuais romenos viviam anteriormente ao sul do Danúbio e se mudaram para a Romênia: uma tese cara para os húngaros mais nacionalistas em suas disputas com os romenos sobre a região da Transilvânia. A outra teoria, apoiada pelos nacionalistas romenos, é que existe uma continuidade dácio-romena iniciada na conquista romana da Dácia em 106. Na Albânia central, um pequeno grupo étnico, despercebido durante os séculos de controle romano-bizantino, manteve a sua língua pré-romana e também sobreviveu à chegada dos esclavenos, os ancestrais dos atuais albaneses.[carece de fontes?]
Enfim, o declínio do poder bizantino nos Bálcãs foi lento e só foi possível pela ausência de uma presença militar bizantina efetiva na região. Sem as tropas, não havia possibilidade do império conseguir manter uma comunicação segura entre as cidades e somente alguma forma de autoridade local era possível por curtos períodos de tempo. Nada que permitisse uma assimilação cultural dos recém-chegados. O Império Bizantino, porém, se aproveitaram de todas as oportunidades que apareciam por conta das pausas nos combates dos frontes árabes para subjugar os esclavenos e reassentá-los em massa na Ásia Menor. Num intervalo de dois séculos, a Trácia e a Grécia foram re-helenizados, enquanto que o resto dos Bálcãs bizantino foi conquistado pelos búlgaros, com exceção dos albaneses e dos valáquios (proto-romenos), permanentemente eslavizados.

## Retrospectiva
No final, os sucessos das campanhas de Maurício foram desperdiçados por Focas. As esperanças de Maurício de reconstruir os Bálcãs e de reassentar os camponeses armênios na região não se realizaram. Heráclio conseguiu fazer ainda menos pela região. Assim, a única consequência imediata das campanhas foi um já mencionado atraso na invasão permanente dos avares e esclavenos. Por isso, assume-se geralmente, de forma incorreta e superficial, que as campanhas de Maurício nos Bálcãs teriam sido um fracasso.
Provavelmente, as derrotas avares na parte final das campanhas, a partir de 599, tiveram um impacto de longo prazo. Os avares foram derrotados de forma sangrenta em seu próprio país e se mostraram incapazes de defender seu estado. Até as Batalhas de Viminácio, em 599, eles eram considerados invencíveis, o que lhes permitia explorar incansavelmente seus súditos. Após a derrota, as primeiras revoltas ocorreram, mas seriam esmagadas em 603. Os avares conseguiram contudo mais alguns sucessos contra lombardos, francos e bizantinos, mas eles jamais foram capazes de restaurar sua reputação anterior. Isto pode explicar as revoltas eslavas sob Samo em 623, três anos antes do fracassado cerco de Constantinopla.
As campanhas de Maurício encerraram o sonho dos avares de uma hegemonia nos Bálcãs e abriram caminho para a sua destruição. O poder do grão-cã ruiu apenas depois do fracassado cerco de Constantinopla de 626 (o Grão-Canato Avar só seria definitivamente destruído muito tempo depois, por Carlos Magno, entre 791 e 803). As conquistas muçulmanas, que começaram na década de 630, levaram à perda de todas as províncias orientais do Império Bizantino, e a constante ameaça árabe sobre a estrategicamente importante região da Ásia Menor teve um grande impacto sobre os Bálcãs. Várias décadas se passaram até que Constantinopla recuperasse a iniciativa e reconquistasse algumas áreas controladas pelos eslavos (Esclavínia). Vários séculos se passaram até que Basílio II Bulgaróctono conseguisse, com a força e fogo de seus exércitos, retomar o controle de toda a região novamente.